# Festival

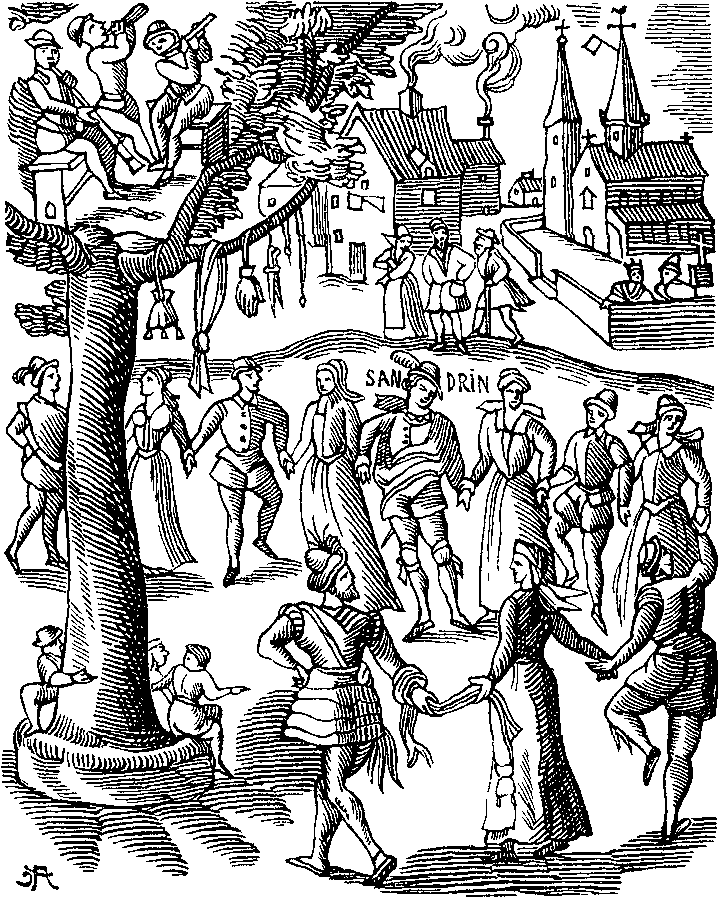
Sărbătoarea satului. Copie a unei tăieturi în lemn din Sandrin ou Verd Galant, lucrare de la sfârșitul secolului al XVI-lea (ediția din 1609)

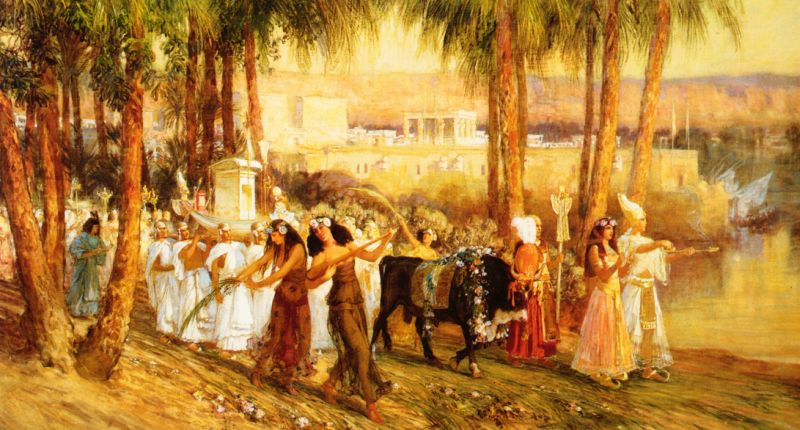
Procesiunea de onoare a lui Isis, prezentarea festivalului egiptean Navigium Isidis de Frederick Arthur Bridgman (1902)

Un festival (din franceză festival, de la etimonul latinesc festivus, însemnând sărbătoresc) constă dintr-o serie de manifestări artistice, întinse de obicei pe durata mai multor zile, în cadrul cărora se manifestă artiști sau sunt prezentate opere artistice, care au de obicei o supratemă comună. Astfel există festivaluri de muzică, de film, de artă, de folclor, de comedie etc. Termenul este folosit pentru a desemna și serii de manifestări fără legătură cu arta, precum festivaluri de flori, de roșii, ale berii etc. 

## Etimologie

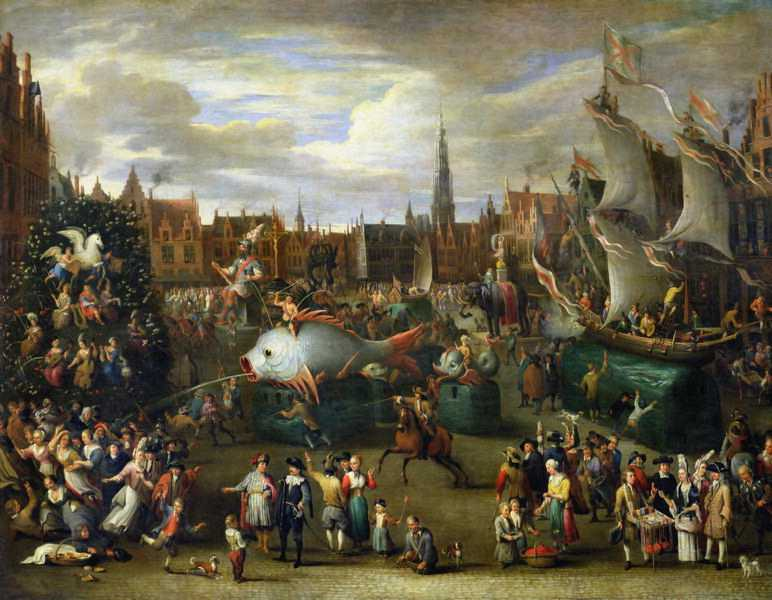
Un festival de la Anvers, secolul al XVII-lea

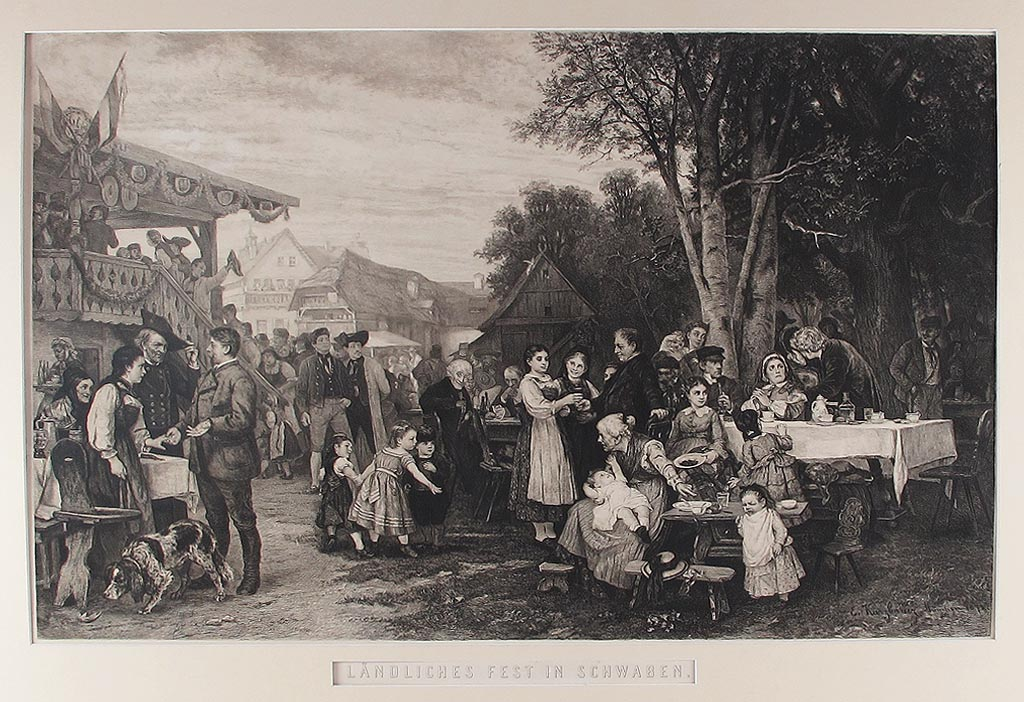
Festivalul țării în Suabia

Cuvântul "festival" a fost inițial folosit ca adjectiv de la sfârșitul secolului al XIV-lea, derivat din latină prin intermediul limbii franceze veche. În engleza medie, un "festival dai" a fost o sărbătoare religioasă. Prima sa înregistrare a fost folosită ca substantiv în 1589 ("Festifall"). Sărbătoarea a intrat prima dată în uz ca un substantiv circa 1200, și prima folosire înregistrată ca verb a fost circa 1300. Termenul "sărbătoare" este, de asemenea, folosit în expresiile idiomatice seculare comune ca sinonim pentru orice masă mare festivă. Când este folosit ca în sensul unui festival, cel mai adesea se referă la un festival religios și nu la un festival de film sau de artă. În Filipine și în multe alte foste colonii spaniole, cuvântul spaniol "fiesta" este folosit pentru a desemna o sărbătoare religioasă comună pentru a onora un sfânt patron.

## Tradiții
Multe festivaluri au origini religioase și își înlesnesc semnificația culturală și religioasă în activitățile tradiționale. Cele mai importante festivaluri religioase, cum ar fi Crăciunul, Rosh Hashanah, Diwali și Eid al-Adha servesc pentru a marca anul. Altele, cum ar fi festivalurile de recoltă, sărbătoresc schimbările sezoniere. 
Există numeroase tipuri de festivaluri în lume, iar majoritatea țărilor celebrează evenimente sau tradiții importante cu evenimente și activități culturale tradiționale. Majoritatea culminează cu consumul de alimente pregătite special (care indică legătura cu "sărbătoarea") și ele adună oamenii împreună. Festivalurile sunt, de asemenea, puternic asociate cu sărbătorile naționale. Listele festivalurilor naționale sunt publicate pentru a facilita participarea.

## Tipuri de festivaluri

### Festivaluri religioase
Printre multe religii, o sărbătoare este un set de sărbători în onoarea Zeităților sau a lui Dumnezeu. O sărbătoare și un festival sunt interschimbabile din punct de vedere istoric. Majoritatea religiilor au festivaluri care revin anual, iar unele, cum ar fi Paștele, Paștele și Eid al-Adha, sunt sărbători fără dată exactă - adică acelea care sunt determinate fie de ciclurile lunii sau agricole, fie de calendarul folosit în acel moment.
|                                               |
| Curățenia în pregătirea pentru Paște (c.1320) |

|                                                |
| Radha sărbătorind Holi, Kangra, India (c.1788) |

|                                                                               |
| O masă de Crăciun la Biserica Nașterii Domnului, în Betleem, Palestina (1979) |

|                                                 |
| Moors și festivalul creștin din Villena, Spania |

|                                                |
| Decorarea lui Krishna, Krishnashtami în India. |

### Festivaluri de artă
Printre mulți descendenți ai festivalurilor de artă generală se numără, de asemenea, mai multe tipuri specifice de festivaluri, inclusiv cele care prezintă realizări intelectuale sau creative, cum ar fi festivaluri științifice, festivaluri literare și festivaluri de muzică. 
|                                     |
| Festivalul de poezie Pushkin, Rusia |

| |
| Studiou de televiziune la Hôtel Martinez în timpul Festivalului de Film de la Cannes, Franța (2006) |

|                                                                         |
| Ceremonia de deschidere la festivalul de rock din Woodstock, SUA (1969) |

### Festivaluri de produse alimentare și băuturi
Un festival de mâncare este un eveniment care sărbătorește mâncare sau băutura. Acestea evidențiază deseori producția producătorilor dintr-o anumită regiune. Unele festivaluri de produse alimentare se concentrează asupra unui anumit produs alimentar, cum ar fi Festivalul Național de Arahide din Statele Unite sau Festivalul Internațional de Oyster din Galway din Irlanda. Există, de asemenea, anumite festivaluri de băuturi, cum ar fi faimosul festival al berii Oktoberfest din Germania. Multe țări organizează festivaluri pentru a sărbători festivalul vinului. Un exemplu este sărbătorirea la nivel mondial a sosirii lui Beaujolais nouveau, care implică transportarea vinului nou din întreaga lume pentru data lansării sale în cea de-a treia joi a lunii noiembrie a fiecărui an.
|                                                     |
| Festivalul vinului din Soweto, Africa de Sud (2009) |

|                   |
| Holi Nepal (2011) |

|                            |
| La Tomatina, Spania (2010) |

|                                                                        |
| Carul cu bere de la beraria Hofbräuhaus la Oktoberfest Germania (2013) |

### Festivaluri de sezon și al recoltei
Festivalurile de sezon, cum ar fi Beltane, sunt determinate de calendarele solare și lunare și de ciclul anotimpurilor, mai ales datorită efectului asupra alimentării, ca rezultat al unei game largi de festivaluri antice și moderne de recoltare. Egiptenii antici s-au bazat pe inundațiile sezoniere cauzate de râul Nil, o formă de irigare, care a asigurat terenuri fertile pentru culturi.